# Kim U-Gil
Kim U-Gil, född 17 oktober 1949, är en nordkoreansk boxare som tog OS-silver i lätt flugviktsboxning 1972 i München. I finalen förlorade han mot György Gedó från Ungern med 0-5.